# Ctenus jaragua
Ctenus jaragua là một loài nhện trong họ Ctenidae.
Loài này thuộc chi Ctenus. Ctenus jaragua được miêu tả năm 2004 bởi Alayón.